# Wasserbehälter (Lörzweiler)

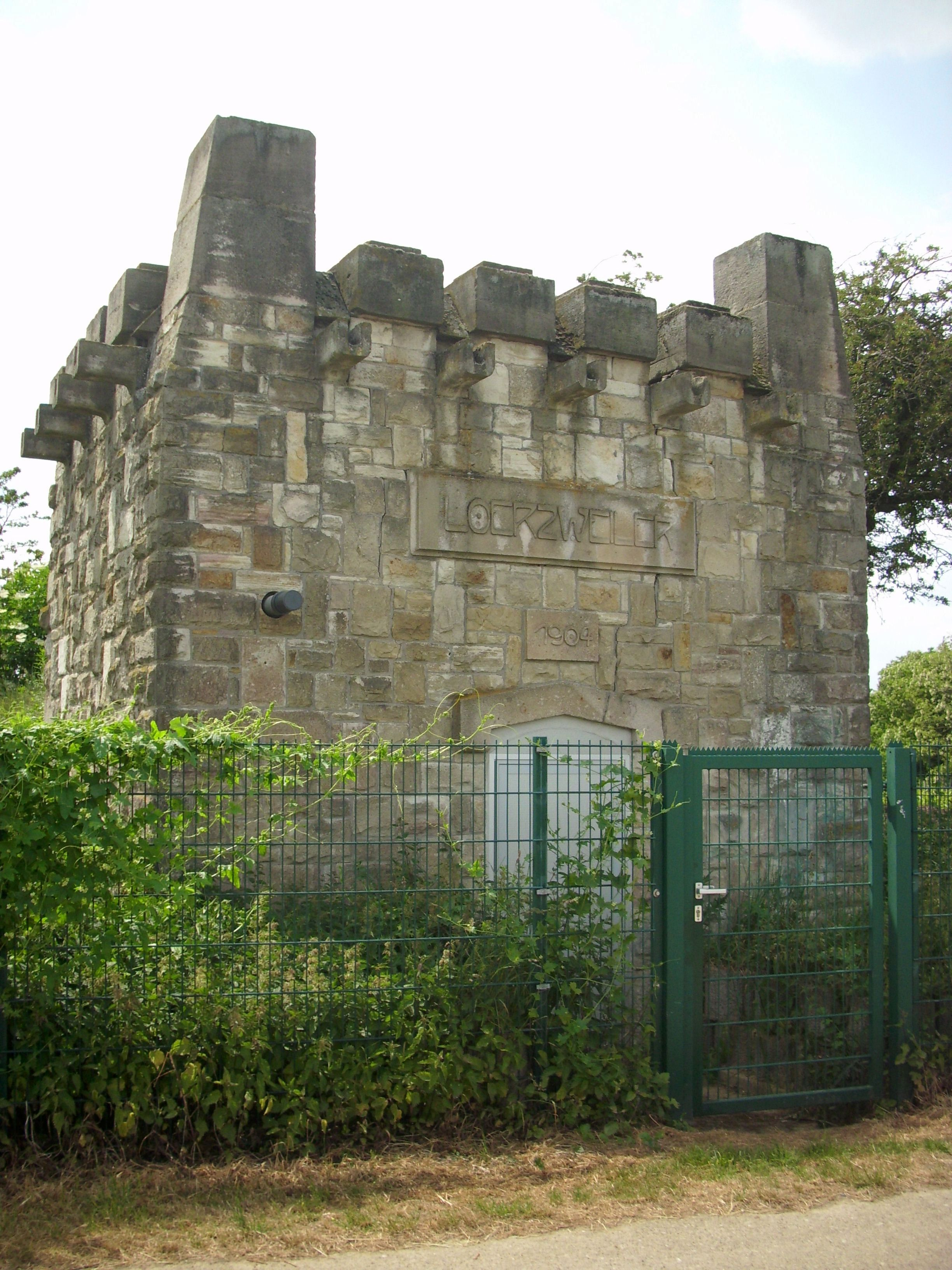
Wasserbehälter in Lörzweiler

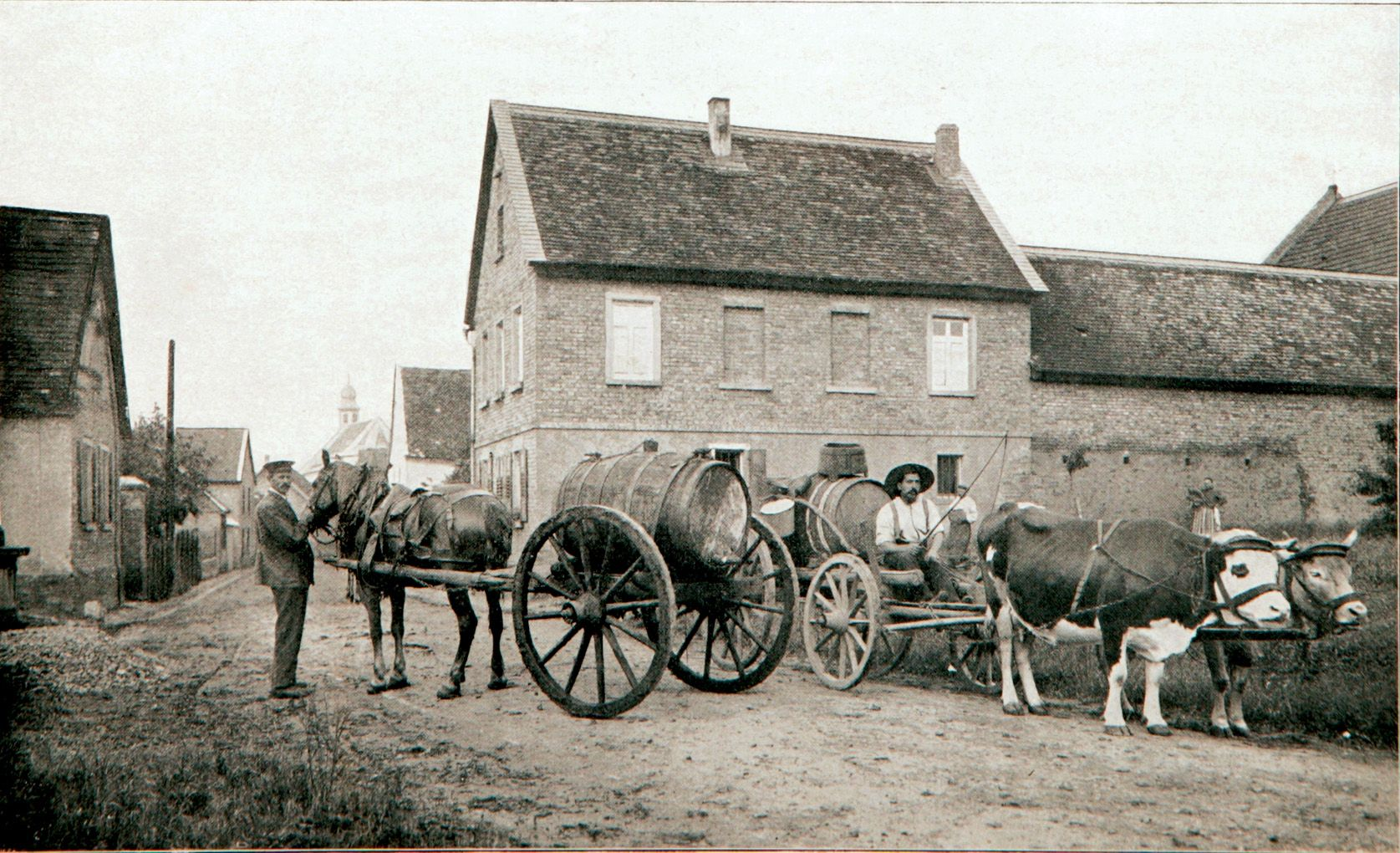
Trinkwassertransport in einer Trockenperiode mit Fuhrwerken in Lörzweiler (vor der Modernisierung der Wasserversorgung in Rheinhessen)

Der Wasserbehälter in Lörzweiler, einer Ortsgemeinde im Landkreis Mainz-Bingen in Rheinland-Pfalz, wurde 1904 errichtet. Der Wasserbehälter nördlich des Ortes in der Flur Hohberg ist ein geschütztes Kulturdenkmal.
Der kubische Typenbau in Formen des Jugendstils aus Sandsteinquadern mit Zinnenkranz ist mit der Jahreszahl 1904 bezeichnet.
Das Bauwerk wurde nach Plänen des Architekten Wilhelm Lenz von der Großherzoglichen Kulturinspektion Mainz errichtet. Der Wasserbau-Ingenieur und Baubeamte Bruno von Boehmer entwarf und leitete von 1897 bis 1907 die Modernisierung der Wasserversorgung großer Teile Rheinhessens.

## Wasserbehälter als Typenbauten in Rheinhessen
| - Wasserbehälter (Hahnheim) - Wasserbehälter (Hangen-Wahlheim) - Wasserbehälter (Heidesheim am Rhein) - Wasserbehälter (Jugenheim in Rheinhessen) - Wasserbehälter (Köngernheim) - Wasserbehälter (Ludwigshöhe) - Wasserbehälter (Mommenheim) - Wasserbehälter (Nackenheim) - Wasserbehälter (Nieder-Hilbersheim) - Wasserbehälter (Nieder-Saulheim) - Wasserbehälter (Ober-Hilbersheim) | - Wasserbehälter (Ober-Saulheim) - Wasserbehälter (Partenheim) - Wasserbehälter (Rommersheim) - Wasserbehälter in der Flur Am Schindkautspfad (Schornsheim) - Wasserbehälter in der Flur Am Wasserhaus (Schornsheim) - Wasserbehälter (Stadecken) - Wasserbehälter (Uelversheim) - Wasserbehälter (Wallertheim) - Wasserbehälter (Weinolsheim) - Wasserbehälter (Wörrstadt) |